# サヴォイ・パレス

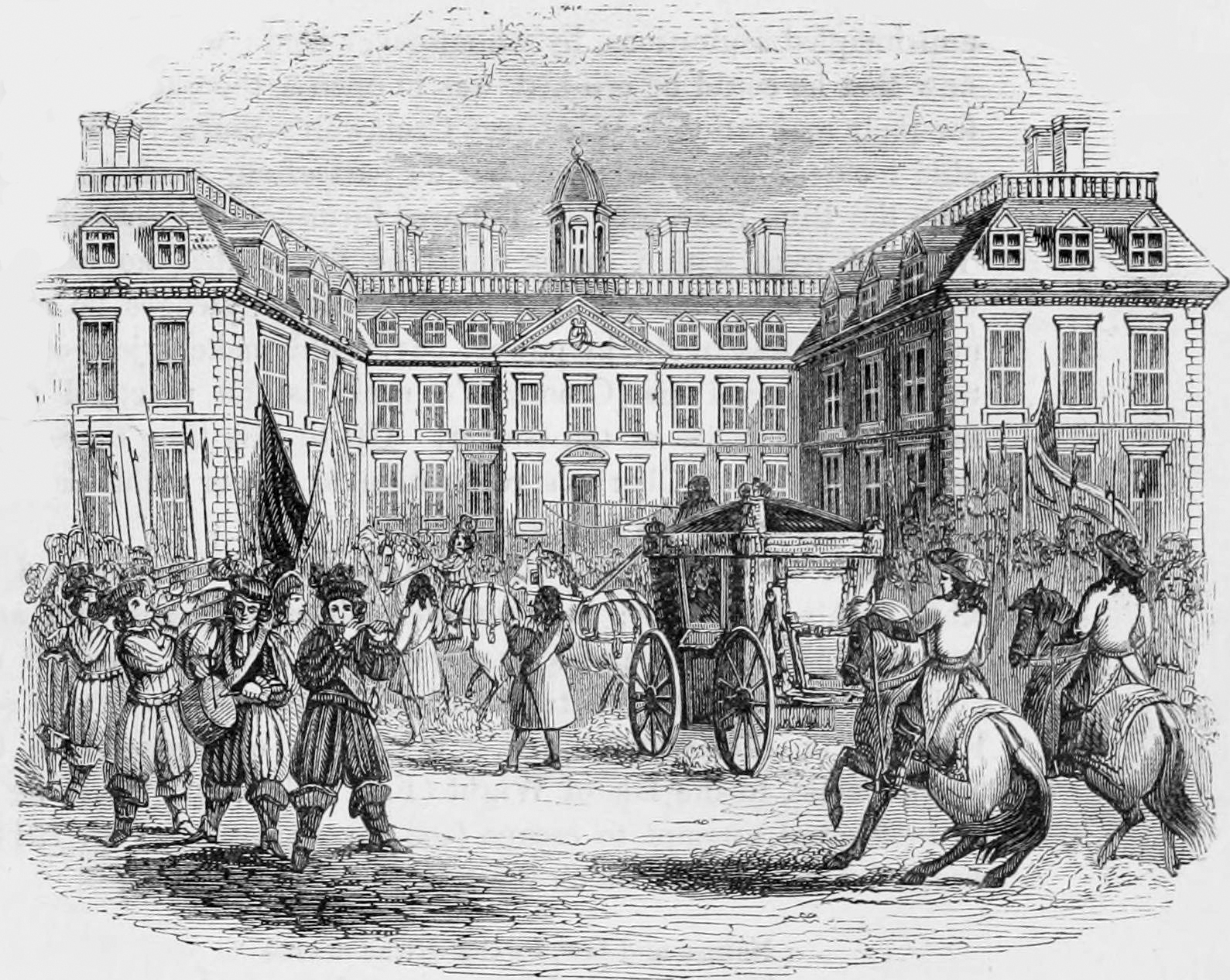
サヴォイ・パレス　1661年

サヴォイ・パレス（またはサヴォイ宮殿、英: Savoy Palace) は、中世ロンドンの最も素晴らしい貴族のタウンハウスであると考えられており、1381年の農民反乱で破壊されるまで、ジョン・オブ・ゴーントの居宅だった。ストランド とテムズ川の間にあった。パレス周辺の地域は、サヴォイ・リバティとして知られ、行政の運営に関しては、ミドルセックスの他の郡とは別の特別な管轄となっていた。
現代のサヴォイ・シアターとサヴォイ・ホテルは、その名にちなんで命名された。

## サヴォイ・パレス

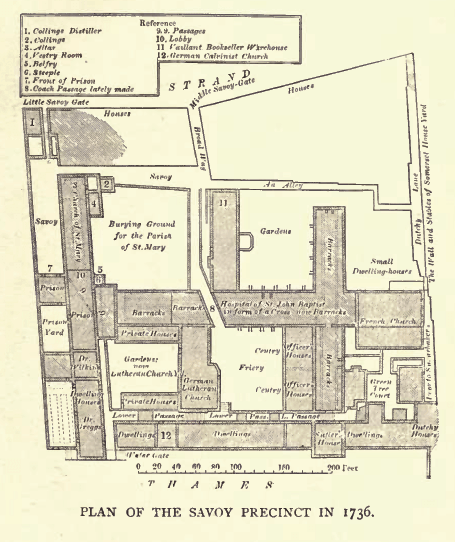
サヴォイ・パレスの平面図　1736年

中世にはロンドン・ウォールの内側に数多くの貴族の邸宅があったが、最も望ましい場所はストランドであり、それはシティ・オブ・ロンドンとウェストミンスター宮殿の間にある最も重要な公的なルートで、そこでは議会と王立裁判所の業務が執り行われていた。ストランドのその他の利点としては、テムズ川に面していて水を潤沢に利用できたこと、シティ・オブ・ロンドン下流の悪臭や煙、社会的な騒乱、さらには通常風下にあたる東部につきまとう火災の恐怖と無縁であったことなどが挙げられる。
ヘンリー3世は、妃エリナー・オブ・プロヴァンスの叔父たちを重用し、その一人ピーター・オブ・サヴォイ（のちのサヴォイア伯ピエトロ2世）には新設したリッチモンド伯爵位を授けた。ピーターにはまた、1246年にストランドとテムズ川の間の土地を下賜し、そこにはすぐに邸宅が建てられた。その邸宅はその後、初代ランカスター伯エドマンドの居宅となり、その子孫ランカスター公は次の世紀を通じそこに住んでいた。14世紀に入り、ストランドがサヴォイまで舗装されたときには、その邸宅はイングランド王エドワード3世の三男で結婚によりランカスター公の爵位と土地を承継していたジョン・オブ・ゴーントの、川沿いにある広大なロンドンにおける邸宅となっていた。彼は国家権力を仲介できる人物で、当時イングランド王国の中で国王に次いで裕福であった。サヴォイ・パレスはイングランドで最も壮大な貴族の邸宅だった。そしてそれはまたランカスター公のタペストリーや宝石、その他の装飾品等のコレクションでも有名だった。ジェフリー・チョーサーの代表作『カンタベリー物語』は、彼がサヴォイ・パレスで事務員として働いていた時に書き始められた。

### 破壊
1381年のワット・タイラーが率いた農民反乱の際、暴徒達は反乱勃発のきっかけとなった人頭税を導入したジョン・オブ・ゴーントを糾弾し、サヴォイ・パレスとそこにある全てのものを組織的に破壊した。壊れなかったり燃えなかったりした物は、川に投げ込まれ、宝石類はハンマーで粉砕された。銀のゴブレットを隠し持っていたことを仲間に見つけられたある暴徒は、そのために殺されたという。
パレスはなくなったが、"サヴォイ" という名はその地で受け継がれた。

## サヴォイ・ホスピタル

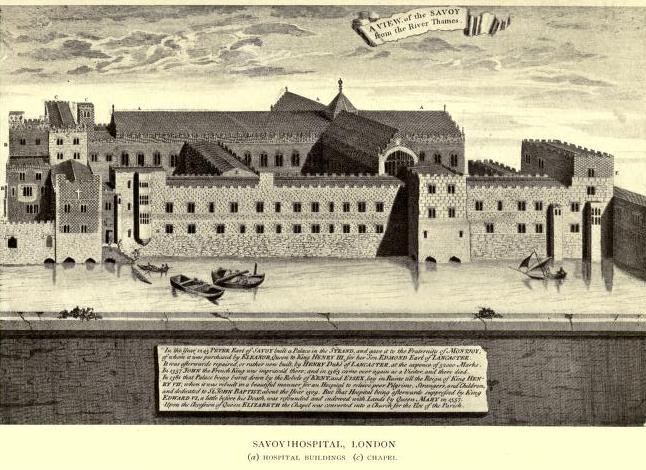
サヴォイ・ホスピタル
ベテュスタ・モニュメンタ (英語版) 収載

1512年、ヘンリー7世の遺志に基づき貧しい人々のためのサヴォイ・ホスピタルが開設されたのはこの場所で、彼は遺言にその指示を残した 。壮大な建物は、当時国内で最も印象的な病院で、医療スタッフのサービスを継続して受けられる初めてのものだった。1642年、サヴォイ・ホスピタルは軍事病院となり、1679年近衛歩兵連隊 (Foot Guards) の兵舎（バラック）となった  。1世紀経過後、建物の多くは火災により損壊した。当時建物の中には、軍事用医療施設、刑務所、徴兵局があった。19世紀に入り、残った病院の建物は撤去された。

### サヴォイ・チャペル

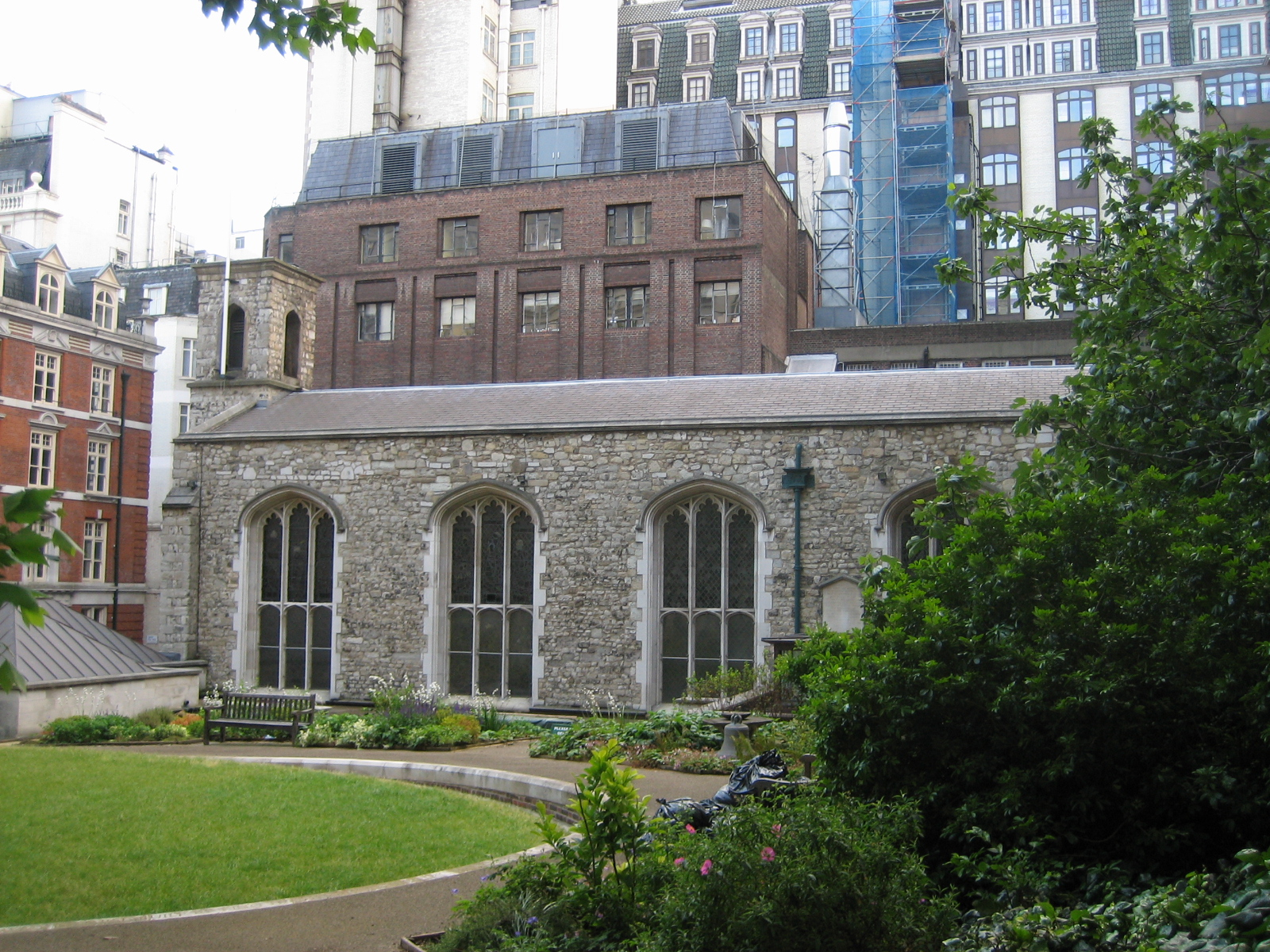
サヴォイ・チャペル

詳細はサヴォイ・チャペルを参照。
19世紀に建物が撤去された後、唯一残ったのは洗礼者ヨハネに捧げられた病院の礼拝堂だった。そこにはかつてルター派の信者を迎えたことがあり、現在はイングランド国教会において、ランカスター公爵領 (Duchy of Lancaster) とロイヤル・ヴィクトリア勲章の教会となっている。